# Hans-Herbert Möller
Hans-Herbert Möller (* 6. Juni 1926 in Schmalkalden) ist ein deutscher Kunsthistoriker und Denkmalpfleger.

## Wirken
Nach der Entlassung aus der britischen Kriegsgefangenschaft begann Möller 1947 das Studium der Geschichte, Kunstgeschichte und Klassischen Archäologie in Jena, das er 1951 an der Freien Universität Berlin fortsetzte. 1954 wurde er dort mit einer Dissertation zum Barockbaumeister Gottfried Heinrich Krohne promoviert.  
1957 wurde Möller wissenschaftlicher Mitarbeiter im Berliner Denkmalamt, wo er vor allem die Bau- und Kunstdenkmale in den Bezirken Charlottenburg und Spandau inventarisierte. 1964 ging er nach Niedersachsen, wo er 1965 Bezirkskonservator in der Außenstelle Braunschweig wurde. Anfang 1974 wurde er als Nachfolger von Hans Roggenkamp  Leiter des zentralen Dezernats Denkmalpflege in Hannover und gleichzeitig zum Landeskonservator ernannt. Die Denkmalfachbehörde des Landes Niedersachsen gehörte zu diesem Zeitpunkt noch zum Niedersächsischen Landesverwaltungsamt und hieß seit 1979 Institut für Denkmalpflege  (seit 1998 selbständig als Niedersächsisches Landesamt für Denkmalpflege).  
1991 trat er in den Ruhestand ein. Möllers Nachfolgerin im Amt wurde 1991 Christiane Segers-Glocke. 
Von 1975 bis 1980 lehrte Möller an der TU Braunschweig das Fach Denkmalpflege. 1980 ernannte ihn der Niedersächsische Wissenschaftsminister zum Honorarprofessor der Universität Göttingen. 

## Schriften (Auswahl)
- Gottfried Heinrich Krohne. Ein Baumeister des Rokoko in Thüringen, Dissertation FU Berlin 1954 (Maschinenschrift).[2] Hessling, Berlin 1956.
- (mit Hans Kania) Mark Brandenburg (= Karl Friedrich Schinkel Lebenswerk, Bd. 10), Deutscher Kunstverlag, Berlin und München 1960.
- Dome, Kirchen und Klöster in Thüringen: Nach alten Vorlagen. Weidlich, Frankfurt am Main 1964.
- Die Stiftskirche zu Bücken (= Große Baudenkmäler, Bd. 207), Deutscher Kunstverlag, München und Berlin 1967, 8. neu bearbeitete Auflage 2008, ISBN 978-3-422-02168-6.
- Stadt und Landkreis Hannover. Mit Aufnahmen von Jutta Brüdern, Heike Seewald. Deutscher Kunstverlag, München 1992, ISBN 3-422-03020-4.

## Herausgeber
- Niedersachsen, Hansestädte, Schleswig-Holstein (= Reclams Kunstführer Deutschland. Bd. 5). 5. Auflage. Reclam, Stuttgart 1967.

## Herausgeber als Landeskonservator
- Denkmaltopographie Bundesrepublik Deutschland, Baudenkmale in Niedersachsen (mehrere Bände)
- Berichte zur Denkmalpflege in Niedersachsen (Zeitschrift 1979 ff.)
- Niedersächsische Denkmalpflege (mehrere Bände)
- Forschungen der Denkmalpflege in Niedersachsen (mehrere Bände)
- Arbeitshefte zur Denkmalpflege in Niedersachsen  (mehrere Bände)